# جيري ويست
جيري ويست (بالإنجليزية: Jerry West) (28 مايو 1938 - 12 يونيو 2024) هو لاعب كرة سلة أمريكي محترف ومدرب سابق يشغل من عام (1983 - 2004) المدير العام لفريق لوس أنجلوس لايكرز لعب في دوري الرابطة الوطنية لكرة السلة من (1960-1974) وهو أول من فاز بجائزة إم في بي.

## البداية
بدأ مشواره مع دوري الرابطة الوطنية لكرة السلة كلاعب في موسم 1960 عندما كان في جامعة فيرجينيا الغربية حيث وقع عليه الاختيار من فريق لوس أنجلوس لايكرز لعب لهم وأنهى مسيرته عام 1974 ساعدهم في التأهل إلى نهائي الرابطة الوطنية لكرة السلة لكنهم خسروا أمام الغريم التقليدي بوسطن سلتكس موسم 1969، في موسم 1972 ساهم معهم في الفوز بلقب الرابطة الوطنية لكرة السلة على فريق نيويورك نيكس.

## مابعد الاعتزال
اعتزال كرة سلة موسم 1974 وبعدها بموسمين أي في موسم 1976 أسند إليه تدريب فريقه السابق لوس أنجلوس لايكرز حتى عام 1979، وفي موسم 1982 تقلد منصب المدير العام لفريق لوس أنجلوس لايكرز حتى عام 2004 وقد لعب دورا بارزا في جلب لاعبين مثل شاكيل أونيل وكوبي براينت.

## روابط خارجية
- جيري ويست على موقع IMDb (الإنجليزية)
- جيري ويست على موقع الموسوعة البريطانية (الإنجليزية)
- جيري ويست على موقع ميوزك برينز (الإنجليزية)
- جيري ويست على موقع إن إن دي بي (الإنجليزية)
- جيري ويست على موقع الاتحاد الدولي لكرة السلة (الإنجليزية)
- جيري ويست على موقع إن بي أي (الإنجليزية)
- جيري ويست على موقع سبورتس رفرنس (الإنجليزية)
- جيري ويست على موقع كلية كرة السلة في سبورتس رفرنس.كوم (الإنجليزية)
- جيري ويست على موقع ريلجم (الإنجليزية)
- جيري ويست على موقع بروبوليرز (الإنجليزية)
- جيري ويست على موقع قاعة المشاهير الجامعة الوطنية لكرة السلة (الإنجليزية)
- جيري ويست على موقع سبورتس رفرنس (الإنجليزية)
- جيري ويست على موقع سبورتس رفرنس (الإنجليزية)
- جيري ويست على موقع أوليمبيديا (الإنجليزية)